# 安迪·高域
安迪·高域（英語：Ante Covic，1975年6月13日—），是一名澳洲職業足球員，司職門將。
高域曾代表澳洲出戰2006年世界盃，2014年已年屆39歲之齡助球隊贏得歷史性的亞冠盃冠軍，他更當選為賽事最有價值球員。